# Cardo

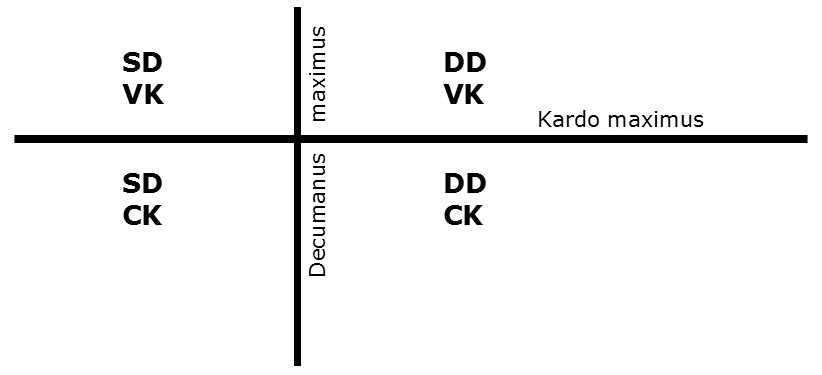
Schema von Decumanus maximus und Cardo maximus [= Kardo] auf dem Katasterplan B von Orange (lateinisch Arausio). Westen ist oben. Die Abkürzungen SD = sinistra decumani (links, hier: südlich) DD = dextra decumani (rechts, hier: nördlich) VK = ultra cardinem (oberhalb, hier: westlich) CK = citra cardinem (unterhalb, hier: östlich).

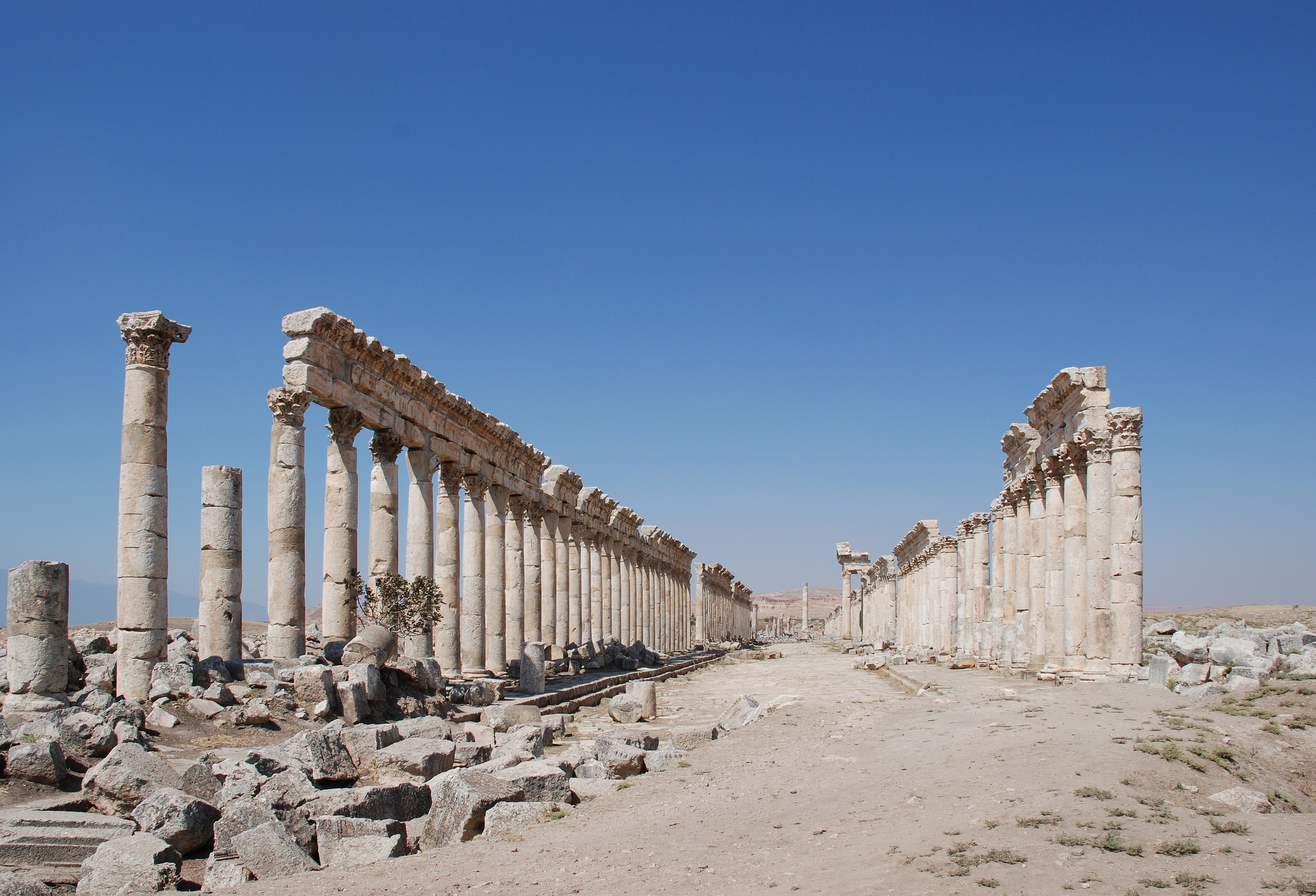
Die von Säulen flankierte Hauptachse (cardo maximus) der römischen Stadt Apameia am Orontes (lateinisch Claudia Apamea) in Syria.

Der Cardo (lateinisch cardo ‚Pol‘ ‚Himmelsrichtung‘; eingedeutschte Schreibweise auch „kardo“) bezeichnet die bei der Anlage einer römischen Stadt angelegte Hauptachse, die meist in Nord-Süd-Richtung verlief. Senkrecht zu dieser Hauptachse wurde eine meist in Ost-West-Richtung verlaufende Achse festgelegt, die Decumanus genannt wird. Der Kreuzungspunkt dieser Hauptachsen bezeichnet das Zentrum der Stadt. Alle planmäßig angelegten römischen Städte hatten ein reguläres viereckiges Straßenraster, das heißt, alle Straßen kreuzten sich im rechten Winkel (orthogonal), und bildeten Blöcke eines rechtwinkligen Grundrisses.
Genauer werden die Hauptachsen als cardo maximus bzw. decumanus maximus bezeichnet, da parallel zu den Hauptachsen Nebenachsen angelegt wurden. Der sich ergebende schachbrettartige Stadtplan ist heute noch in der Anlage vieler auf römische Gründung zurückgehender Städte erkennbar.

## Hintergrund
Die Festlegung der Hauptachsen wurde als religiöser Akt betrachtet, bei dem ursprünglich stets ein Priester zugegen war. Da die Festlegung der Hauptachsen mit Hilfe einer Groma erfolgte, wird der Kreuzungspunkt der Hauptachsen auch groma (genauer: locus gromae) genannt.

## Verbreitung

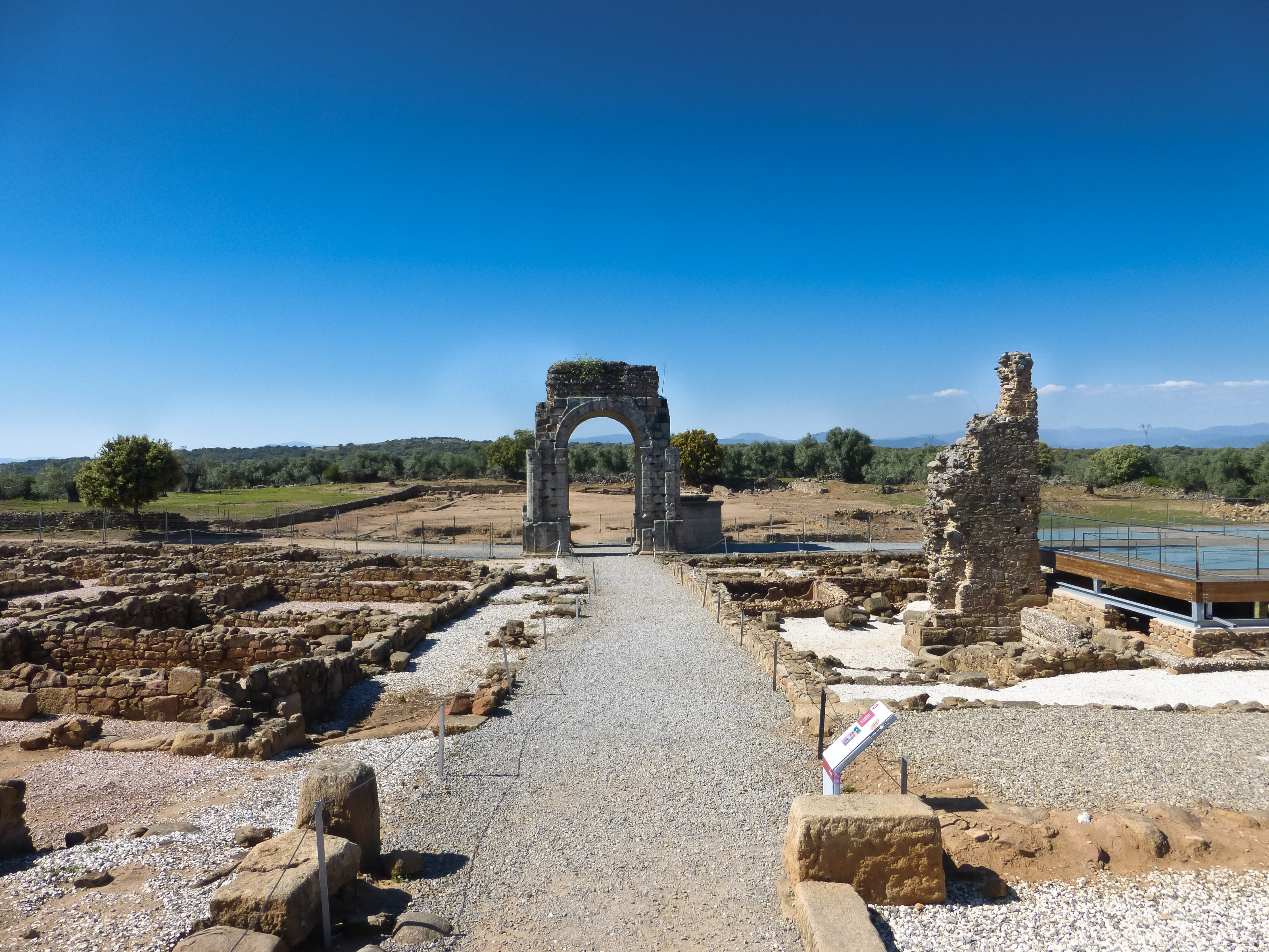
Kreuzung (locus gromae) zwischen Cardo und Decumanus in der römischen Stadt Cáparra in der römischen Provinz Lusitania.

Obwohl das Forum in den ersten römischen Städten am Stadtrand lag (daher der Name: Forum = außerhalb) und für kommerzielle Aktivitäten (Märkte und Messen) gedacht war, wurde es im Laufe der Zeit zu politischen und politisch-administrativen Zwecken genutzt. Damit verlagerten sich in den jüngeren römischen Städten die öffentlichen Plätze an die Kreuzung des cardo maximus mit dem decumanus maximus. In neuen römischen Städten befand sich das Forum normalerweise in oder direkt an der Kreuzung der Hauptstraßen Nord-Süd und Ost-West (Cardo und Decumanus). Das Forum bildete das politische und wirtschaftliche Zentrum einer römischen Stadt mit dem Ratsgebäude (Curia) und der Basilica als Vielzweckbau für Rechtsprechung, Wirtschaft und Bildung.

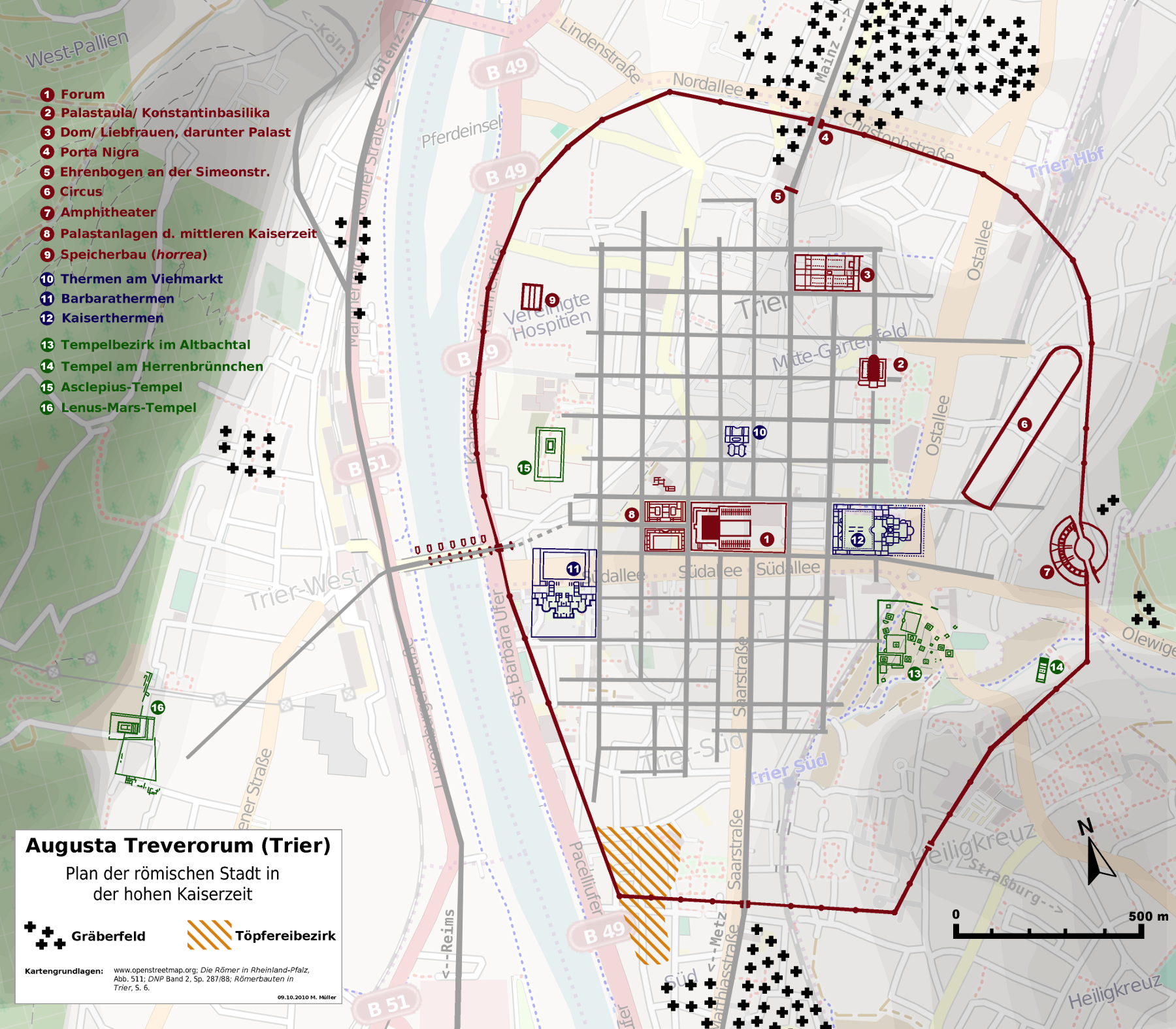
Stadtplan des antiken Augusta Treverorum (Trier). Das Forum der Stadt befand sich am Kreuzungspunkt von decumanus maximus und cardo maximus. Die Nord-Süd-Achse, der cardo maximus, verlief in etwa entlang der heutigen Saarstraße von der Porta Nigra zur Porta Media.

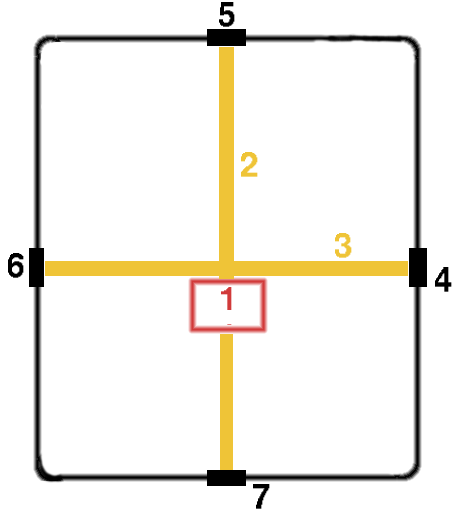
Skizze eines römischen Militärlagers (Castrum). Es gab vier Tore: die Porta praetoria zum Feind (5); die decumana (7) auf der gegenüberliegenden Seite; die dextera (4) und die sinistra (6). Der decumanus maximus (2) verband die porta praetoria und die porta decumana, während der cardo maximus (3) die porta dextera mit der porta sinistra verband. An ihrer Kreuzung entstand meist das zentrale Stabsgebäude (1).

Gleichermaßen findet man diese Form der Anlage bei römischen Kastellen (Castra), wo die Hauptachsen auch als via principalis (cardo maximus) bzw. via praetoria (decumanus maximus) bezeichnet werden.